# Безводня
Безво́дня — село в Україні, у Соколівській сільській громаді Кропивницького району Кіровоградської області. Населення становить 120 осіб.

## Населення
Згідно з переписом УРСР 1989 року чисельність наявного населення села становила 182 особи, з яких 85 чоловіків та 97 жінок.
За переписом населення України 2001 року в селі мешкали 163 особи.

### Мова
Розподіл населення за рідною мовою за даними перепису 2001 року:
| Мова       | Відсоток |
| ---------- | -------- |
| українська | 93,25 %  |
| російська  | 6,75 %   |

## Постаті
- Шило Олександр Анатолійович (1977—2023) — сержант Збройних сил України, учасник російсько-української війни.